# 飢餓反應
飢餓反應（starvation response）是動物（包括人類）的一組適應性生化和生理變化，由缺乏食物或極度體重減輕引發，其中身體試圖通過減少燃燒的卡路里量來節省能量。當營養物質有限時，細菌會對抗生素產生高度耐受性。飢餓有助於感染期間的抗生素耐受性，因為當營養物質被宿主防禦隔離並被增殖細菌消耗時，營養物質變得有限。體內飢餓誘導耐受的最重要原因之一是生物膜生長，這發生在許多慢性感染中。生物膜中的飢餓是由於位於生物膜簇外圍的細胞消耗營養以及減少底物通過生物膜的擴散。生物膜細菌對幾乎所有抗生素類別都表現出極強的耐受性，提供限制性底物可以恢復敏感性。